# Salles-Courbatiès

Salles-Courbatiès este o comună în departamentul Aveyron din sudul Franței. În 1 ianuarie 2022 avea o populație de 480 de locuitori.